# Joseph Mell
Joseph Mell, nato Joseph Mellovitz (Chicago, 23 giugno 1915 – Los Angeles, 31 agosto 1977), è stato un attore statunitense.
Ha recitato in oltre 70 film dal 1951 al 1975 ed è apparso in oltre 110 produzioni televisive dal 1951 al 1977. È stato accreditato anche con i nomi Joe D. Mell e Joe Mell.

## Biografia
Joseph Mell nacque a Chicago il 23 giugno 1915.
Debuttò nel 1951 nel film Benjy e in televisione nell'episodio Scar Hand della serie televisiva Le inchieste di Boston Blackie, andato in onda il 22 ottobre 1951, nel ruolo di Maxie. Per la televisione, interpretò, tra gli altri, il ruolo di Bill Pence in 6 episodi della serie televisiva Gunsmoke dal 1956 al 1961 e una lunga serie di personaggi secondari per molti episodi di serie televisive dagli anni 50 al 1977, anno della sua morte. Partecipò anche all'episodio pilota della serie classica di Star Trek, intitolato Lo zoo di Talos (The Cage), prima rifiutato negli anni 60 e poi distribuito solo a metà degli anni 80, in cui interpreta un mercante della colonia di Orion.
La sua ultima apparizione sul piccolo schermo avvenne nell'episodio Never Con a Killer della serie televisiva The Feather and Father Gang, andato in onda il 13 maggio 1977, che lo vede nel ruolo di un giocatore di poker, mentre per il grande schermo l'ultima interpretazione risale al film La gemma indiana del 1975 in cui interpreta un reporter .
Morì a Los Angeles, in California, il 31 agosto 1977.

## Filmografia

### Cinema
- Benjy (1951)
- I misteri di Hollywood (Hollywood Story) (1951)
- Quando i mondi si scontrano (When Worlds Collide) (1951)
- La grande notte (The Big Night) (1951)
- Lo sprecone (Just This Once) (1952)
- L'ultima minaccia (Deadline - U.S.A.) (1952)
- Cantando sotto la pioggia (Singin' in the Rain) (1952)
- La città atomica (The Atomic City) (1952)
- Kid Monk Baroni (1952)
- Avvocato di me stesso (Young Man with Ideas) (1952)
- Nessuno mi salverà (The Sniper) (1952)
- Actor's and Sin (1952)
- Sally e i parenti picchiatelli (Sally and Saint Anne) (1952)
- Il magnifico scherzo (Monkey Business) (1952)
- Il mio uomo (My Man and I), regia di William A. Wellman (1952)
- Qualcuno mi ama (Somebody Loves Me) (1952)
- Il prigioniero di Zenda (The Prisoner of Zenda) (1952)
- Tangier Incident (1953)
- Il muro di vetro (The Glass Wall) (1953)
- La signora vuole il visone (The Lady Wants Mink) (1953)
- Confessione di una ragazza (One Girl's Confession) (1953)
- Il 49º uomo (The 49th Man) (1953)
- Napoletani a Bagdad (Siren of Bagdad) (1953)
- The Lost Planet (1953)
- Fiamme a Calcutta (Flame of Calcutta) (1953)
- Il grande caldo (The Big Heat) (1953)
- Fatta per amare (Easy to Love) (1953)
- La valle dei re (Valley of the Kings) (1954)
- La magnifica ossessione (Magnificent Obsession) (1954)
- È nata una stella (A Star Is Born) (1954)
- Anatomia di un delitto (Naked Alibi) (1954)
- Il calice d'argento (The Silver Chalice) (1954)
- Il figliuol prodigo (The Prodigal) (1955)
- Non è peccato (Ain't Misbehavin') (1955)
- Casa da gioco (One Desire) (1955)
- Il sindacato di Chicago (Chicago Syndicate) (1955)
- Secondo amore (All That Heaven Allows) (1955)
- I pionieri dell'Alaska (The Spoilers) (1955)
- Il colosso d'argilla (The Harder They Fall) (1956)
- Dietro lo specchio (Bigger Than Life) (1956)
- Hot Rod Rumble (1957)
- I Was a Teenage Werewolf (1957)
- God Is My Partner (1957)
- Un solo grande amore (Jeanne Eagels) (1957)
- Rapina a San Francisco (No Time to Be Young) (1957)
- Furia d'amare (Too Much, Too Soon) (1958)
- Damn Yankees! (1958)
- Assassinio per contratto (Murder By Contract) (1958)
- La città nella paura (City of Fear) (1959)
- Lo specchio della vita (Imitation of Life) (1959)
- Il letto racconta (Pillow Talk) (1959)
- Febbre nel sangue (A Fever in the Blood) (1961)
- Il sentiero degli amanti (Back Street) (1961)
- Sinfonia di morte (Black Zoo) (1963)
- Fammi posto tesoro (Move Over, Darling) (1963)
- In cerca d'amore (Looking for Love) (1964)
- Ho sposato 40 milioni di donne (Kisses for My President) (1964)
- Il boia è di scena (Two on a Guillotine) (1965)
- Le ultime 36 ore (36 Hours) (1965)
- Un'idea per un delitto (Brainstorm) (1965)
- Lord Love a Duck (1966)
- Dominique (The Singing Nun) (1966)
- Alle donne piace ladro (Dead Heat on a Merry-Go-Round) (1966)
- Un maggiordomo nel Far West (The Adventures of Bullwhip Griffin) (1967)
- Millie (Thoroughly Modern Millie) (1967)
- Il mondo è pieno... di papà (Doctor, You've Got to Be Kidding!) (1967)
- Senza un attimo di tregua (Point Blank) (1967)
- Sweet Charity (1969)
- Relazione intima (The Ski Bum) (1971)
- La Gemma indiana (Murph the Surf) (1975)

### Televisione
- Le inchieste di Boston Blackie (Boston Blackie) – serie TV, episodio 1x07 (1951)
- Fireside Theatre – serie TV, un episodio (1951)
- Missione pericolosa (Dangerous Assignment) – serie TV, 3 episodi (1952)
- Rebound – serie TV, un episodio (1952)
- Dragnet – serie TV, 3 episodi (1953-1959)
- Adventures of Superman – serie TV, un episodio (1953)
- Schlitz Playhouse of Stars – serie TV, un episodio (1953)
- The Lineup – serie TV, un episodio (1954)
- Crown Theatre with Gloria Swanson – serie TV, un episodio (1954)
- Crusader – serie TV, 2 episodi (1955-1956)
- The Millionaire – serie TV, 2 episodi (1955-1958)
- The Man Behind the Badge – serie TV, un episodio (1955)
- Papà ha ragione (Father Knows Best) – serie TV, un episodio (1955)
- Jane Wyman Presents The Fireside Theatre – serie TV, 2 episodi (1956-1957)
- Studio 57 – serie TV, 2 episodi (1956-1957)
- Gunsmoke – serie TV, 6 episodi (1956-1961)
- Lux Video Theatre – serie TV, 2 episodi (1956)
- Cavalcade of America – serie TV, un episodio (1956)
- Il tenente Ballinger (M Squad) – serie TV, episodi 1x05-3x38 (1957-1960)
- On Trial – serie TV, un episodio (1957)
- Matinee Theatre – serie TV, un episodio (1957)
- The Court of Last Resort – serie TV, episodio 1x12 (1957)
- General Electric Theater – serie TV, 2 episodi (1958-1959)
- Perry Mason – serie TV, 3 episodi (1958-1965)
- Richard Diamond (Richard Diamond, Private Detective) – serie TV, un episodio (1958)
- Ricercato vivo o morto (Wanted: Dead or Alive) – serie TV, un episodio (1958)
- Alcoa Theatre – serie TV, 3 episodi (1958)
- Bachelor Father – serie TV, 2 episodi (1958)
- Trackdown – serie TV, 2 episodi (1958)
- The Lawless Years – serie TV, 6 episodi (1959-1961)
- Gli intoccabili (The Untouchables) – serie TV, 3 episodi (1959-1961)
- Carovane verso il west (Wagon Train) – serie TV, 3 episodi (1959-1964)
- Mike Hammer – serie TV, un episodio (1959)
- The D.A.'s Man – serie TV, un episodio (1959)
- The Rifleman – serie TV, un episodio (1959)
- Letter to Loretta – serie TV, un episodio (1959)
- Bronco – serie TV, un episodio (1959)
- This Man Dawson – serie TV, episodio 1x10 (1959)
- Manhunt – serie TV, un episodio (1960)
- Johnny Midnight – serie TV, un episodio (1960)
- June Allyson Show (The DuPont Show with June Allyson) – serie TV, episodio 1x17 (1960)
- The Deputy – serie TV, un episodio (1960)
- Bourbon Street Beat – serie TV, un episodio (1960)
- Carovana (Stagecoach West) – serie TV, episodio 1x08 (1960)
- La valle dell'oro (Klondike) – serie TV, episodio 1x10 (1960)
- The Best of the Post – serie TV, episodio 1x07 (1960)
- Ispettore Dante (Dante) – serie TV, episodio 1x12 (1961)
- Pete and Gladys – serie TV, episodio 1x22 (1961)
- The Roaring 20's – serie TV, un episodio (1961)
- Peter Gunn – serie TV, episodio 3x35 (1961)
- The Asphalt Jungle – serie TV, un episodio (1961)
- Shannon – serie TV, un episodio (1961)
- The Lucy Show – serie TV, 5 episodi (1962-1966)
- Ai confini della realtà (The Twilight Zone) – serie TV, episodio 3x18 (1962)
- I detectives (The Detectives) – serie TV, episodio 3x18 (1962)
- Route 66 – serie TV, un episodio (1962)
- 87ª squadra (87th Precinct) – serie TV, un episodio (1962)
- The Dick Powell Show – serie TV, episodio 2x04 (1962)
- Sotto accusa (Arrest and Trial) – serie TV, 3 episodi (1963-1964)
- Il virginiano (The Virginian) – serie TV, 4 episodi (1963-1967)
- Indirizzo permanente (77 Sunset Strip) – serie TV, episodio 5x23 (1963)
- My Living Doll – serie TV, episodi 1x15-1x25 (1964-1965)
- Mr. and Mrs. – film TV (1964)
- The Crisis (Kraft Suspense Theatre) – serie TV, un episodio (1964)
- I mostri (The Munsters) – serie TV, un episodio (1964)
- Wendy and Me – serie TV, un episodio (1964)
- Polvere di stelle (Bob Hope Presents the Chrysler Theatre) – serie TV, 2 episodi (1964)
- Ben Casey – serie TV, 2 episodi (1965-1966)
- Broadside – serie TV, un episodio (1965)
- Il ragazzo di Hong Kong (Kentucky Jones) – serie TV, episodio 1x26 (1965)
- L'ora di Hitchcock (The Alfred Hitchcock Hour) – serie TV, un episodio (1965)
- Petticoat Junction – serie TV, un episodio (1965)
- Vita da strega (Bewitched) – serie TV, 2 episodi (1966-1967)
- Squadra speciale anticrimine (The Felony Squad) – serie TV, episodi 1x07-2x11 (1966-1967)
- Get Smart – serie TV, 2 episodi (1966-1969)
- Quella strana ragazza (That Girl) – serie TV, 2 episodi (1966-1970)
- The Farmer's Daughter – serie TV, un episodio (1966)
- F.B.I. (The F.B.I.) – serie TV, un episodio (1966)
- The Dick Van Dyke Show – serie TV, un episodio (1966)
- Gli eroi di Hogan (Hogan's Heroes) – serie TV, un episodio (1966)
- Gidget – serie TV, un episodio (1966)
- I Monkees (The Monkees) – serie TV, un episodio (1966)
- Star Trek – serie TV, un episodio (1966)
- It's About Time – serie TV, un episodio (1967)
- The Danny Thomas Hour – serie TV, episodio 1x13 (1967)
- Ironside – serie TV, 2 episodi (1968-1970)
- Adam-12 – serie TV, 5 episodi (1968-1974)
- Garrison Commando (Garrison's Gorillas) – serie TV, un episodio (1968)
- Death Valley Days – serie TV, 3 episodi (1968)
- The Mothers-In-Law – serie TV, un episodio (1968)
- Mod Squad, i ragazzi di Greer (The Mod Squad) – serie TV, un episodio (1969)
- The Outsider – serie TV, episodio 1x19 (1969)
- Gomer Pyle: USMC – serie TV, un episodio (1969)
- La famiglia Brady (The Brady Bunch) – serie TV, un episodio (1970)
- La tata e il professore (Nanny and the Professor) – serie TV, un episodio (1970)
- The Doris Day Show – serie TV, 2 episodi (1971-1972)
- Make Room for Granddaddy – serie TV, un episodio (1971)
- Call Her Mom – film TV (1972)
- The Delphi Bureau – serie TV, un episodio (1972)
- Cannon – serie TV, un episodio (1972)
- The Strangers in 7A – film TV (1972)
- Bridget Loves Bernie – serie TV, un episodio (1973)
- Medical Center – serie TV, un episodio (1973)
- Barnaby Jones – serie TV, 2 episodi (1974-1976)
- Love, American Style – serie TV, un episodio (1974)
- Mannix – serie TV, un episodio (1974)
- Il mago (The Magician) – serie TV, un episodio (1974)
- Le strade di San Francisco (The Streets of San Francisco) – serie TV, un episodio (1975)
- S.W.A.T. - Squadra Speciale Anticrimine (S.W.A.T.) – serie TV, un episodio (1975)
- Petrocelli – serie TV, un episodio (1975)
- Harry O – serie TV, un episodio (1975)
- Rhoda – serie TV, un episodio (1976)
- A tutte le auto della polizia (The Rookies) – serie TV, un episodio (1976)
- Serpico – serie TV, un episodio (1976)
- McNamara's Band – film TV (1977)
- The Feather and Father Gang – serie TV, un episodio (1977)
- Never Con a Killer – film TV (1977)